# Viktorivka
Viktorivka  (ucraniano: Вікторівка) es una localidad del Raión de Berezivka en el Óblast de Odesa de Ucrania. Según el censo de 2001, tiene una población de 767 habitantes.